# Rodkov
Rodkov (deutsch Rotkau, auch Rodkow) ist eine Gemeinde in Tschechien. Sie liegt drei Kilometer südwestlich von Bystřice nad Pernštejnem und gehört zum Okres Žďár nad Sázavou.

## Geographie
Rodkov erstreckt sich entlang der Straße von Bystřice nad Pernštejnem nach Zvole an beiden Hängen des Nedvědička-Tales in der Böhmisch-Mährischen Höhe. Südlich erhebt sich der Hügel Zlatkovská hora (540 m). Im Süden liegt das einzige noch in Betrieb stehende Uranerzbergwerk Tschechiens, die DIAMO s.p., o.z. GEAM Dolní Rožínka, in der Pechblende und Coffinit abgebaut werden. Östlich des Dorfes führt die Eisenbahnstrecke von Tišnov nach Nové Město na Moravě vorbei; die nächste Bahnstation "Bystřice nad Pernštejnem" liegt knapp zwei Kilometer nordöstlich in Nový Dvůr.
Nachbarorte sind Vojetín und Domanínek im Norden, Nový Dvůr und Bystřice nad Pernštejnem im Nordosten, Věchnov im Osten, Zlatkov im Südosten, Dvořiště im Süden, Dolní Rožínka und Blažkov im Südwesten, Horní Rožínka im Westen sowie Branišov im Nordwesten.

## Geschichte
Die erste urkundliche Erwähnung von Rodkov erfolgte im Jahre 1436. Benannt ist das Dorf nach einem Lokator Rodek. Die im volkstümlichen Überlieferungen angeführte Behauptung, dass der Ort früher Hrotkov geheißen habe und hier Handwerker ansässig gewesen seien, die Melkkübel hergestellt haben, ist nicht belegt.
In Rodkov bestand im Jahre 1671 eine Feste und eine herrschaftliche Brauerei. Später wurde die Befestigungsanlage auf der Kuppe Hradisko zu einem Meierhof umgestaltet.
Nach der Aufhebung der Patrimonialherrschaften bildete Rotkov ab 1850 eine Gemeinde im Bezirk Neustadtl. Seit Beginn des 20. Jahrhunderts wird der Ortsname Rodkov verwendet.
1947 wurde die Gemeinde im Zuge der Auflösung des Okres Nové Město na Moravě dem Okres Bystřice nad Pernštejnem zugeordnet. 1960 erfolgte die Eingemeindung nach Dolní Rožínka, zugleich kam das Dorf zum Okres Žďár nad Sázavou. Seit 1992 besteht die Gemeinde Rodkov wieder.

## Ortsgliederung
Für die Gemeinde Rodkov sind keine Ortsteile ausgewiesen.

## Sehenswürdigkeiten
- Glockenturm am Dorfplatz
- gusseisernes Kreuz aus dem Jahre 1885